# Phyllanthus sambiranensis
Phyllanthus sambiranensis är en emblikaväxtart som beskrevs av Jacques Désiré Leandri. Phyllanthus sambiranensis ingår i släktet Phyllanthus och familjen emblikaväxter.
Artens utbredningsområde är Madagaskar. Inga underarter finns listade i Catalogue of Life.